# Bacino della Buchtarma
Il bacino della Buchtarma è un bacino artificiale lungo il corso superiore del fiume Irtyš in Kazakistan.
È situato tra le città di Öskemen e di Zajsan, a sud della confluenza della Buchtarma nell'Irtyš, sul bordo sud-occidentale dei monti Altaj. Compreso il lago Zajsan, la cui superficie si è estesa notevolmente a seguito della costruzione della diga che ha portato alla formazione del bacino, copre un'area massima di 5490 km², il che ne fa uno dei 10 bacini artificiali più grandi al mondo, con un volume massimo di 49,80 km³. Misura 500 km di lunghezza e 35 di larghezza e la sua profondità media è di 9 m.
Costruita nel 1960, la diga della Buchtarma si trova nei pressi di Serebrjansk. È una diga a gravità. La centrale idroelettrica locale viene utilizzata per generare energia (potenza 675 MW); la diga viene usata per regolare l'afflusso di acqua dell'Irtyš, in modo da consentire condizioni di navigazione ideali. Nel lago viene inoltre praticata la pesca.
Il fiume Buchtarma, uno degli immissari del lago, si getta nel lago artificiale provenendo da destra. Sul lago artificiale si affacciano grandi centri come Altaj e Zajsan.